# Glomerulum

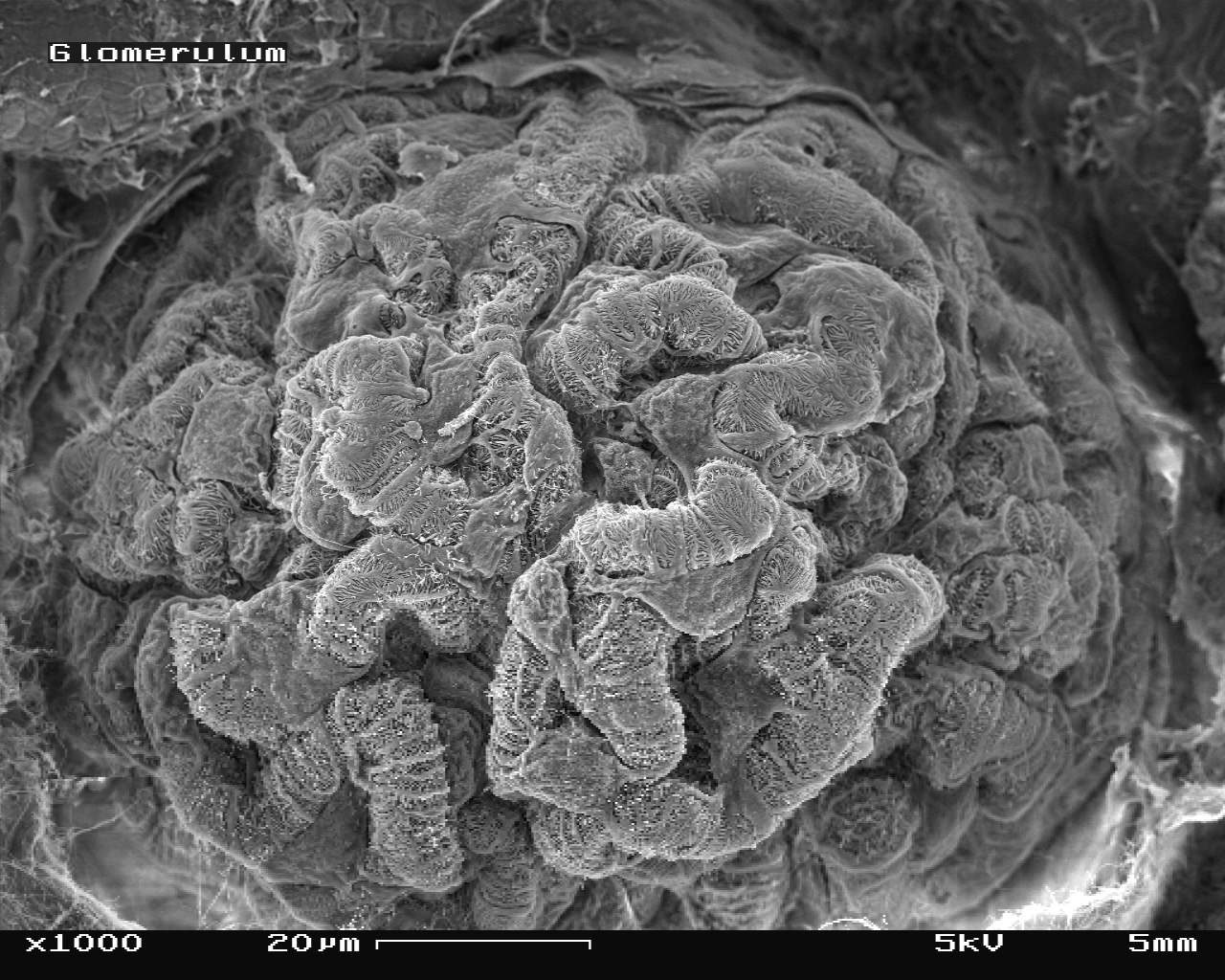
Glomerulus im Rasterelektronenmikroskop (REM). Bildbreite 115 µm.

Das Glomerulum (Plural Glomerula) oder auch der Glomerulus (Plural Glomeruli) ist ein stark gewunden verlaufendes und verzweigtes Kapillarsystem im Nierenkörperchen. Es wird von der doppelwandigen Bowman-Kapsel umschlossen.
Jedes Glomerulum (deutsch: Nierenknäuelchen; auch: Nierenknäuel, lateinisch Glomerulum renis; alte Bezeichnung: Nierenkorn) bildet zusammen mit seiner Bowmanschen Kapsel ein Nierenkörperchen, und jedes Malpighische Nierenkörperchen bildet zusammen mit dem zugehörigen Nierenkanälchen (Tubulus renalis) ein Nephron (von altgriechisch νεφρός nephros, deutsch ‚Niere‘) als kleinste funktionelle Untereinheit der Niere von Menschen und Säugetieren.
Jede menschliche Niere verfügt über etwa eine Million Nephrone, und damit über ebenso viele Nierenkörperchen, Nierenknäuelchen und Nierenkanälchen.

## Aufbau
Das zuführende Blutgefäß (Vas afferens) für den Glomerulus ist die Arteriola glomerularis afferens, welche am Gefäßpol in das Nierenkörperchen eintritt. Sie entstammt der Nierenarterie (Arteria renalis) über eine Folge von Verzweigungen in die Arteriae interlobulares, in die Arteriae arcuatae und dann in die Arteriae corticales radiatae, die schließlich das letzte kleine Vas afferens abgeben. Diese zuführende Arteriole stülpt sich in die Bowman-Kapsel hinein und verzweigt sich weiter. Bei genauerer mikroskopischer Betrachtung besteht das Glomerulus aus einem Netz von ungefähr 30 verzweigten anastomosierenden, aber parallel geschalteten, Kapillarschlingen (Rete capillare glomerulare, Rete mirabile). Der Druckabfall bei der Passage des Blutes ist durch den parallelen Verlauf der Kapillaren nur gering.
Nach der Passage des Kapillarbetts des Glomerulums fließt das Blut durch ein weiteres arterielles Gefäß, die Arteriola glomerularis efferens (oder kurz das Vas efferens), weiter in ein zweites Kapillarnetz, das das Nierenkanälchen umgibt. An das terminale Vas afferens ist der sogenannte juxtaglomeruläre Apparat angelagert. Er ist die Kontaktstelle zum Nierenkanälchen desselben Nephrons, welches zunächst zum Zentrum der Niere wegführt und dann schlaufenförmig in die Nähe seines Ausgangspunktes zurückkehrt. Hier laufen verschiedene Regulationsvorgänge ab.
Das glomeruläre Endothel ist vom fenestrierten (gefensterten) Typ. Diese Fenster sind nicht (wie bei anderen gefensterten Endothelien) von einem Diaphragma verschlossen. Zudem besitzt das Endothel der Glomeruli eine stark negativ geladene Glykokalix aus Sialoglykoproteinen. Die glomeruläre Basalmembran ist mit 300 Nanometern besonders dick, da sie verschmolzene gemeinsame Basalmembran sowohl des Kapillarendothels als auch der Podozyten der Bowman-Kapsel ist. Dadurch lassen sich eine Lamina rara externa, eine Lamina densa und eine Lamina rara interna unterscheiden. Der Lamina densa wird eine mechanische Barrierefunktion zugeschrieben. Die Basalmembran enthält zahlreiche negativ geladene Proteoglykane. Diese drei Strukturen (Endothel, Basalmembran und Podozyten) bilden die Blut-Harn-Schranke.

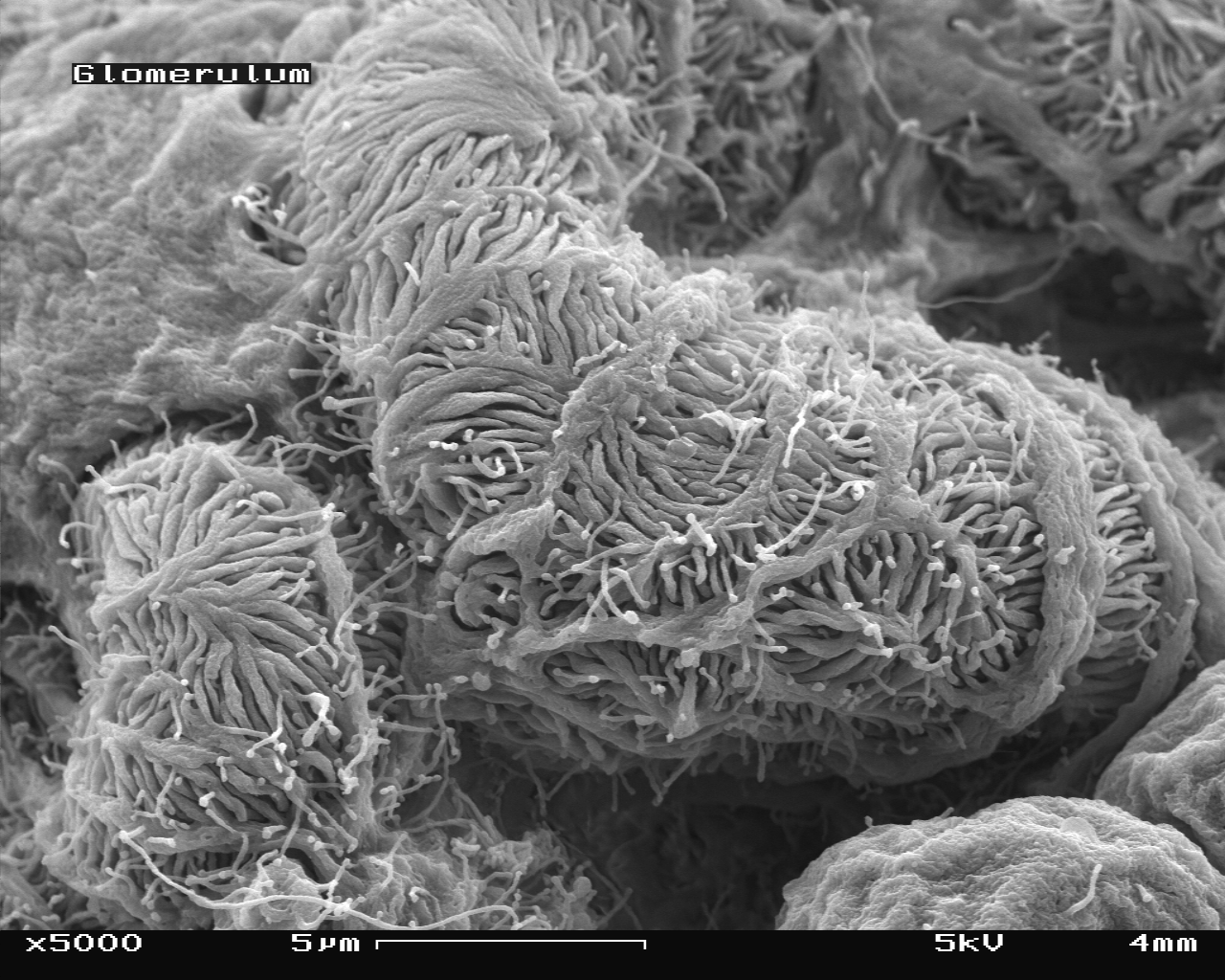
Glomerulus im REM. Bildbreite 23 µm.
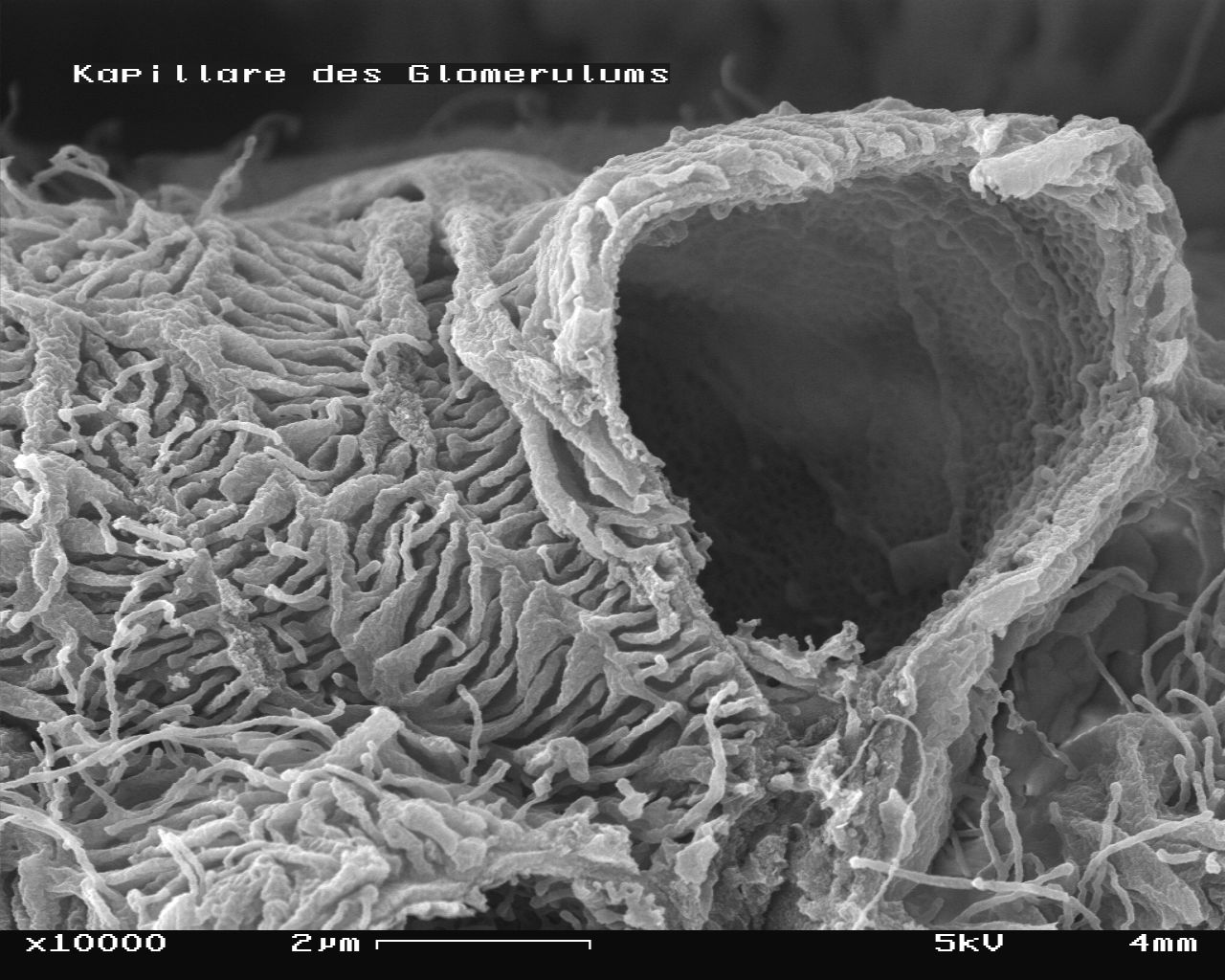
Glomerulus mit gebrochener Kapillare im REM. Bildbreite 11,5 µm.
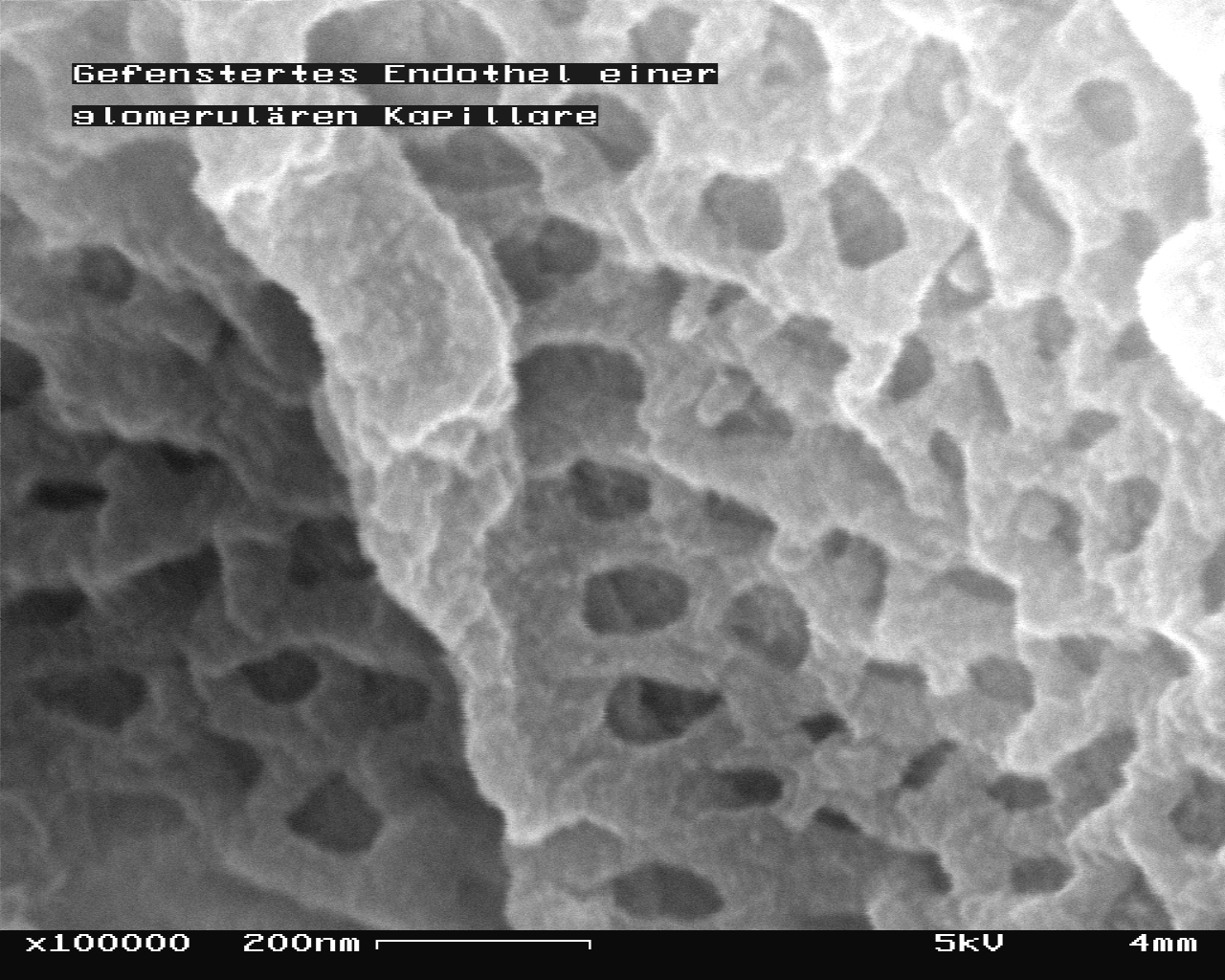
Innenansicht des gefensterten Endothels (Fenestrae) im Glomerulus der Mäuseniere im REM. Bildbreite 1,15 µm.

## Funktion
Pro Minute passieren beim erwachsenen Menschen etwa 1 l Blut beziehungsweise 600 ml Blutplasma die Glomeruli der Nieren (renaler Plasmafluss, abgekürzt RPF), wovon etwa 20 %, also etwa 120 ml pro Minute, von den Podozyten filtriert werden (glomeruläre Filtrationsrate, abgekürzt GFR). Dieses Filtrat ist der Primärharn; pro Tag werden so etwa 180 l Primärharn gebildet. Etwa 99 Prozent des Primärharns werden in den Tubuli sofort wieder in den Blutkreislauf rückresorbiert. Dies führt beim Erwachsenen zu einem Sekundärharnfluss von etwa 1,2 ml pro Minute oder umgerechnet etwa anderthalb Litern (Endharn, Urin) pro Tag.
Entscheidend für die glomeruläre Filtration ist die Druckdifferenz, also der Unterschied der verschiedenen Drücke in den Kapillaren und in den Bowman-Kapseln, die sich jeweils aus dem hydrostatischen und dem kolloidosmotischen Druck zusammensetzen. Während der Passage durch den Glomerulus nimmt der hydrostatische Druck praktisch nicht ab, denn durch den großen Gesamtquerschnitt der parallel geschalteten Kapillaren ist der periphere Widerstand gering. Da ein Ultrafiltrat abgepresst wird und die Plasmaproteine zurückbleiben, steigen während der Kapillarpassage kontinuierlich die Proteinkonzentration und somit der kolloidosmotische Druck, so dass der effektive Filtrationsdruck absinkt und am Ende Null beträgt, wenn das Filtrationsgleichgewicht erreicht wird.
Zusätzliche Informationen bei den Lemmata Glomeruläre Filtrationsrate und Glomeruläres Feedback.

## Krankheiten
Degenerative Krankheiten des Glomerulums nannte man früher Glomerulardegeneration, Glomerulonephrose, Glomerulose, Glomerulopathie oder Glomerulosklerose. Davon grenzte man die entzündlichen Krankheitsbilder Glomerulitis und Glomerulonephritis ab. Das Kimmelstiel-Wilson-Syndrom (diabetische Nephropathie) nannte man Glomerulohyalinose der Diabetiker. Im Reallexikon der Medizin und ihrer Grenzgebiete finden sich alphabetisch 32 verschiedene Formen der Glomerulonephritis.
Das nephrotische Syndrom und die tubulointerstitielle Nephritis bildeten Übergangsbereiche.
Von den Glomerulopathien sind die eigentlichen Tubuluskrankheiten abzugrenzen.
Grundsätzlich verkleinern Glomerulus-Krankheiten die glomeruläre Filtrationsrate und damit die Bildungsrate des Primärharns, während Tubulus-Krankheiten die Bildungsrate des Sekundärharns und damit den Harnfluss vergrößern.

## Geschichte
Als Erster hat der holländische Anatom Frederik Ruysch die kleinen Bällchen neben den Tubuli als Glomerula bezeichnet, weil sie wie Garnbälle aussahen. Nach Bellini wurden die Nierenkanälchen benannt („Tubuli uriniferi sive Bellini“).